# Christian Michelsen
Peter Christian Hersleb Kjerschow Michelsen (Bergen, 15 de março de 1857 — Bergen, 29 de junho de 1925) foi um estadista e magnata de marinha mercante norueguês. Foi primeiro-ministro da Noruega de 1905 até 1907. Desempenhou importante papel durante a ruptura da unificação entre a Suécia e a Noruega (1905).

## Atuação política
Tornou-se membro do parlamento norueguês em 1891, e, durante o governo de Francis Hagerup, foi um dos defensores de políticas mais firmes com relação à união da Suécia e da Noruega. Em março de 1905, Michelsen substituiu Hagerup como primeiro-ministro, e rapidamente adotou medidas para a dissolução da união.

## Independência norueguesa
A base formal para a dissolução da união foi a recusa por parte do rei Óscar II da Suécia em aceitar as leis norueguesas em matéria consular. O governo sueco insistia que as leis relativas às relações exteriores da união deviam ser feitas em comum acordo e, por esta razão, não poderiam ser modificadas unilateralmente pela Storting (assembleia) norueguesa sem o consentimento do Riksdag (parlamento sueco). Esta necessidade de consentimento por parte do parlamento sediado em Estocolmo era vista pelos noruegueses como uma supremacia deste último que não era aceitável.
A 27 de maio de 1905 o rei Óscar recusou-se a assinar a lei e, como resposta, o gabinete norueguês renunciou coletivamente. O rei não esboçou nenhuma reação, provavelmente pressentindo que a união estava prestes a terminar. Também não houve reação do parlamento sueco, provavelmente esperando uma retratação norueguesa. A 7 de junho, o Storting declarou que o rei fôra incapaz de formar um novo governo na Noruega após a renúncia de Michelsen, que perdera a capacidade de governar e que não era mais o rei da Noruega. Este movimento estratégico criou a base legal para a dissolução da união, e foi essencialmente um trabalho de Christian Michelsen.
Ele sabia que o povo norueguês, após meses de propaganda bem dirigida através de uma imprensa unânime, estava unido, de uma forma bem rara de ocorrer em democracias. Num referendo sobre a separação, os votos favoráveis à permanência da união foram apenas 184 em todo o país.
Michelsen, apesar de convicções republicanas, aceitou a ideia de que uma monarquia constitucional teria mais chances de ser aceita no exterior e também pela maioria da população. Desta forma, o príncipe Carl da Dinamarca tornou-se o rei Haakon VII da Noruega, após um referendo em que a forma monárquica de governo recebeu 79% dos votos.